# Gnatos
Gnatos (łac. gnathos) – część samczych narządów genitalnych u motyli.
Gnatos są parą przydatków wyrastających z tylnej krawędzi dziewiątego tergitu odwłoka. Mają postać pary ramion u nasady stawowo połączonych z tegumenem (tegumen). Czasem położone są poniżej nasady unkusa i wyciągnięte są brzusznie i ogonowo (kaudalnie) wzdłuż boków odbytu. Często są ze sobą zespolone środkowo pod odbytem i podtrzymują go. W tym przypadku określane są jako subskafium (subscaphium), które np. u Cemiostomidae stanowi tylną ścianę tuby analnej.